# Singra (upazila)
Singra (en bengali : সিংড়া) est une upazila du Bangladesh dans le district de Natore. En 1991, on y dénombrait 289 952 habitants.